# USS Alaska (CB-1)
Pour les autres navires du même nom, voir USS Alaska.
L'USS Alaska est le premier croiseur de bataille de la classe Alaska. Il sert dans l'US Navy de 1944 à 1947, réarmé pour le rapatriement de troupes US durant la guerre de Corée, il est finalement vendu pour démolition en 1960.